# بوم جارديم دا سيرا
بوم جارديم دا سيرا (بالبرتغالية: Bom Jardim da Serra‏)؛ بلدية في ولاية سانتا كاتارينا في المنطقة الجنوبية من البرازيل. تبلغ مساحتها حوالي 935 كيلومتر مربع.
تعد المدينة من أبرد المدن في البرازيل وفي بعض الأحيان تتساقط الثلوج فيها. تقع مدينة بوم جارديم دا سيرا على ارتفاع 1245 مترًا فوق مستوى سطح البحر، وهي مدينة هادئة يسكنها 4300 نسمة. ويبلغ متوسط درجة الحرارة فيها 5 درجات مئوية (41 درجة فهرنهايت) في الشتاء و14 درجة مئوية (57 درجة فهرنهايت) خلال فصل الصيف.